# Patriots.eu
Patriots.eu – europejska partia polityczna powołana w 2014, zrzeszająca prawicowe środowiska eurosceptyczne i nacjonalistyczne. W latach 2014–2019 działała pod nazwą Ruch na rzecz Europy Narodów i Wolności (ang. Movement for a Europe of Nations and Freedom, MENF, fr. Mouvement pour l’Europe des nations et des libertés, MENL) a w latach 2019–2024 funkcjonowała jako Tożsamość i Demokracja (ang. Identity and Democracy Party, ID Party, fr. Parti Identité et démocratie, PID).

## Historia
Ruch powstał po wyborach do Parlamentu Europejskiego VIII kadencji, w którym początkowo bezskutecznie usiłowano stworzyć frakcję łączącą środowiska antyunijnej i narodowej prawicy. W zamierzeniu twórców tej inicjatywy (głównie Marine Le Pen) miała ona zastąpić dotychczas istniejący Europejski Sojusz na rzecz Wolności (przy czym EAF nie został formalnie rozwiązany). Do MENL dołączyły francuski Front Narodowy, Wolnościowa Partia Austrii, włoska Liga Północna, belgijski Interes Flamandzki i pozaparlamentarni czescy konserwatyści. Pierwszym przewodniczącym ugrupowania został Louis Aliot (następnie funkcję tę obejmowali Jean-François Jalkh i Gerolf Annemans).
W czerwcu 2015 Marine Le Pen ogłosiła również powstanie nowej eurosceptycznej grupy w PE pod nazwą Europa Narodów i Wolności, tworzonej m.in. przez ugrupowania należące do MENL. Również w 2015 ruch znalazł się w gronie europartii uznawanych przez Unię Europejską, co wiąże się z otrzymywaniem grantów na finansowanie działalności.
Do ruchu dołączyły później takie ugrupowania jak Jesteśmy Rodziną (Słowacja), Wolność i Demokracja Bezpośrednia (Czechy) i Wola (Bułgaria). W 2019 partie wchodzące w skład ruchu w Europarlamencie IX kadencji współtworzyły nową frakcję pod nazwą Tożsamość i Demokracja. Ugrupowanie w tym samym roku przyjęło też nową nazwę.
W 2024 w PE X kadencji europosłowie powiązani z partią przyłączyli się w większości do nowo powołanej frakcji pod nazwą Patrioci za Europą. W tym samym roku formacja przyjęła nową nazwę Patriots.eu, a jej nowym przewodniczącym został Santiago Abascal. Również w 2024 do ugrupowania dołączył Ruch Narodowy z Polski.